# 医療過誤
医療過誤（いりょうかご、英語: Medical malpractice）とは、医療における過誤によって患者に被害が発生すること。業務過誤の一種。医療ミスともいう。

## 日本における医療過誤

### 定義
日本の厚生労働省リスクマネージメントスタンダードマニュアル作成委員会「リスクマネージメントマニュアル作成指針」によると、医療過誤は「医療事故の一類型であって、医療従事者が、医療の遂行において、医療的準則に違反して患者に被害を発生させた行為」と定義されている。

### 医療訴訟上の医療過誤
医療過誤は、日本においては、刑事責任（業務上過失致死傷など）および民事責任（被害者に対する債務不履行又は不法行為に基づく損害賠償責任や使用者による懲戒など）の原因となり得る。医療過誤の民事訴訟は年間800件程度だが、患者側の勝訴率は約2割であり、これは医療機関側の過失が明らかな場合、訴訟前和解（示談）となる場合が多いためである。また、医療行為は専門性が高く、過失の立証が困難であることも原因として指摘されている。
日本では、医療過誤（医療事故）によって100万円以上の損害賠償を2回以上請求された医師は、日本医師会会員に限っても、1973年-1995年の間に511人存在し、そのうち、2回請求された医師は391人、3回は82人、4回は22人、5回以上が16人であった。それら事故を繰り返す医師を指して、「リピーター医師」と呼ぶこともある。これには、医師に対するチェック機関である医道審議会が医師が医師免許剥奪などの厳しい措置をとることが稀であり、結果として事故を繰り返させているとの指摘もある。また、（正しく患者を護るという観点からは、各医師の過去の医療過誤は一律に広く情報公開し、ひとりひとりの患者が各医師の過去の医療過誤歴を知った上で医師を選べるようにすべきなのだが、現状では）患者が各医師の過去を知り得ないような状態が放置されている、という問題もあるとされる。

## アメリカにおける医療過誤
2016年にブリティッシュ・メディカル・ジャーナル（BMJ）に発表されたジョンズ・ホプキンス大学の研究チームの調査結果によると、アメリカでは医療過誤により死亡する患者数は肺気腫や気管支炎といった呼吸器系疾患で死亡する患者数より多く、心疾患、がんに続き3番目に多い死因となっている可能性があるとされた。
米国での医療過誤が原因の死者は、1999年の米国医学研究所の調査では年間4万4000人から9万8000人、2008年のアメリカ保健福祉省の統計ではメディケア（高齢者向け医療保険）の患者だけで年間18万人とされていたが、2016年にBMJで発表されたジョンズ・ホプキンス大学の研究チームの推計では少なくとも年間25万人以上が医療過誤で死亡していると推測されている。
背景として、死亡診断書の死因は医療過誤による死亡率を集計するためには用いられていないが、安全性についての科学は診断ミスや不適切な技術が死亡につながることを認識できるまでに成熟したため、死亡率への寄与の割合が集計された。